# Мариана ван Зелер
Мариана де Вилена де Бетанкур ван Зелер (на португалски: Mariana de Vilhena de Bettencourt van Zeller) е португалска журналистка и кореспондент на „Нешънъл Джиографик Ченъл“, също така е бивш кореспондент на документалната поредица „Авангард“ на американския телевизионен канал Current TV.

## Биография
Мариана ван Зелер учи международни отношения в университета „Лузия“ в Лисабон. След дипломирането си работи две години в португалската телевизионна мрежа SIC, която към днешна дата е първата и най-голяма частна телевизионна компания в Португалия. В SIC Ван Зелер се присъединява към новинарския екип.
След опити да учи журналистика в Колумбийския университет тя е приета и заминава за Ню Йорк. Месец по-късно се осъществяват атентатите от 11 септември и тя, като единствения португалски журналист по това време в Ню Йорк, се възползва от възможността и излъчва събитията на живо. Тази поява става повод за разгръщане на кариерата ѝ.
След като завършва Колумбийския университет, Ван Зелер се премества в Лондон, за да работи върху продукция, отразяваща войната в Ирак. Тя започва да учи арабски в Дамаския университет в Сирия, за да търси по-добри истории в Близкия изток, където остава шест месеца. В продължение на около две години нейните независими документални филми за Сирия се появяват по американския канал PBS, канадския CBC и британския „Чанъл 4“. През 2005 г. тя се присъединява към Current TV, независимия канал на политика Ал Гор като кореспондент и продуцент на документалната поредица „Авангард“. През 2011 г. е поканена да бъде репортер кореспондент на „Нешънъл Джиографик Ченъл“, където продължава да продуцира разследващи документални филми.
Ван Зелер владее португалски, английски, испански, италиански и френски език. Тя също говори малко арабски.

## Личен живот
Ван Зелер се омъжва за бившия си колега от Колумбийския университет Дарън Фостър, който е продуцент и режисьор на предавания на „Нешънъл Джиографик Ченъл“. През юли 2010 г. тя ражда сина им, когото кръщават Васко.